# Masonetta floridana
Masonetta floridana är en spindelart som först beskrevs av Ivie och Barrows 1935.  Masonetta floridana ingår i släktet Masonetta och familjen täckvävarspindlar. Inga underarter finns listade i Catalogue of Life.